# Zoran Mikulić
Zoran Mikulić (ur. 24 października 1965 w Travniku) – chorwacki piłkarz ręczny, członek drużyny zdobywców złotego medalu Igrzysk Olimpijskich w Atlancie.